# 글래스고 센트럴 역

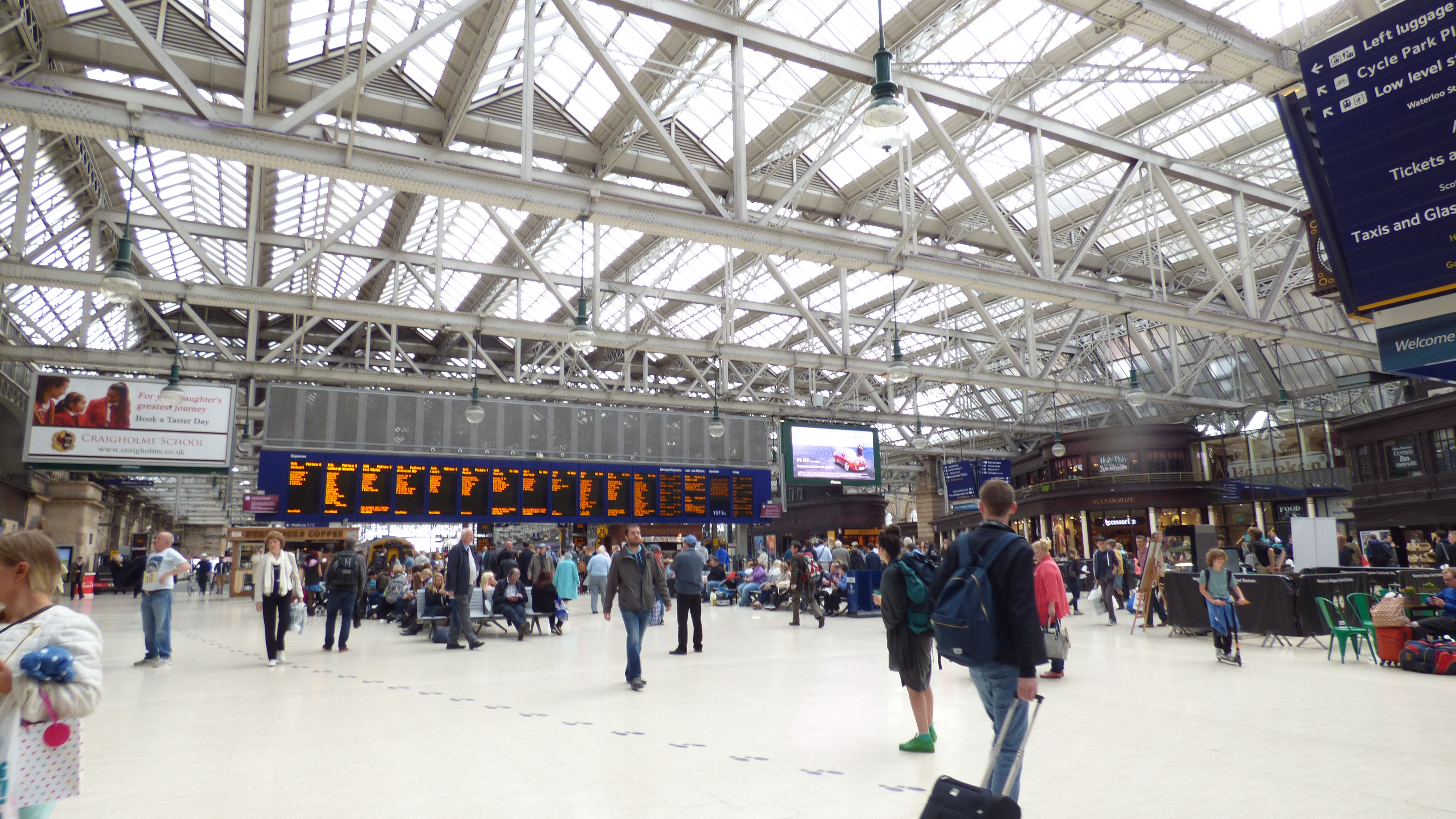
글래스고 센트럴 역

글래스고 센트럴 역(영어: Glasgow Central station, 스코틀랜드 게일어: Glaschu Mheadhain)은 스코틀랜드 글래스고에 있는 주요 역이다. 기차역은 1879년 8월 1일 칼레도니안 철도에 의해 개통되었으며 네트워크 레일이 관리하는 20개 기차역 중 하나이다. 글래스고의 잉글랜드로 가는 주요 도시 간 역일 뿐만 아니라 센트럴 역은 그레이터 글래스고 교외의 남부 교외와 에어셔 및 클라이드 해안도 운행하고 있다. 글래스고의 다른 주요 역은 글래스고 퀸 스트리트 역이다.
2017-18년에 3,300만 명 미만의 승객을 보유한 글래스고 센트럴은 영국에서 12번째로 붐비는 기차역이자 스코틀랜드에서 가장 붐비는 기차역이다. 네트워크 레일에 따르면 연간 3,800만 명이 넘는 사람들이 이용하고 있으며 그 중 80%가 승객이다. 역은 카테고리 A 등록 건물로 보호되고 있다.